# Бурштин (станція)
Буршти́н — проміжна залізнична станція Івано-Франківської дирекції Львівської залізниці на неелектрифікованій лінії Ходорів — Хриплин між станціями Галич та Букачівці. Розташована в селі Дем'янів Івано-Франківського району Івано-Франківської області.

## Пасажирське сполучення
На станції Бурштин зупиняються приміські поїзди сполученням Івано-Франківськ — Ходорів.